# Isla Brava
Brava es una isla caboverdiana situado en el archipiélago de Sotavento
La principal ciudad de la isla es Nova Sintra.

## Geografía
Es una de las islas más verdes del archipiélago de Sotavento. De las islas habitadas de Cabo Verde, es la más pequeña en superficie. El verde de la isla, llena de encantos por descubrir, lleva a escenarios de diversos colores y sabores, donde profundos valles contrastan con los picos más altos. Con una costa serpenteante, las bahías ganan su encanto, donde se aprecia el contraste del azul del mar y la tierra verde. Faja de Agua es una visita obligada. La mística ciudad de Nova Sintra, capital de la isla, tiene características marcadamente coloniales. Furna es el principal puerto de entrada a la isla.

## Topónimo
Cuando la isla fue descubierta recibió el nombre de São João. No obstante, algún tiempo después el nombre fue alterado debido al aspecto florido que tenía la isla. Le fue dado el nombre de "Brava", que en portugués significa "salvaje". Siendo "brava" un adjetivo como "rebelde", "verde" o cualquier otro, el nombre de la isla, al contrario de las demás islas caboverdianas, no va precedido de la preposición "de", como es el caso de los sustantivos (Fogo, Maio, Sal) o los nombre de santos, como São Nicolau, etc. Lo mismo sucede con la isla Terceira de las Azores (y no isla de Terceira). También en criollo caboverdiano existe esta diferencia.

## Historia
La isla fue descubierta por Diogo Afonso en 1462, pero hasta 1620 no fue poblada, cuando llegaron marineros provenientes de Madeira y de Azores. Por eso también la isla se mantuvo al margen del comercio de esclavos.
En 1680 las frecuentes erupciones volcánicas en la isla vecina de Fogo hicieron que una parte de los habitantes de esta isla emigrasen a Brava.
Al final del siglo XVIII, cuando los balleneros de Rhode Island y New Bedford se aventuraban en los mares del sur, encontraron en Brava las condiciones ideales para reabastecer los navíos y reforzar la tripulación con marineros experimentados. Este intercambio originó la emigración de los bravenses a la costa de Nueva Inglaterra. En 1843 se instaló un consulado americano en Brava.

## Economía

### Sector primario
El clima de la isla favorece las plantaciones de café, patatas, maíz, banana y caña de azúcar.

## Festividades
El 24 de junio son las fiestas de San Juan.